# Jane Avril
Jane Avril (París, 1868 – 1943), nacida como Jeanne Louise Beaudon, fue una bailarina de cancán del cabaret parisino Moulin Rouge, la cual fue inmortalizada por Henri de Toulouse-Lautrec en sus carteles.

## Biografía

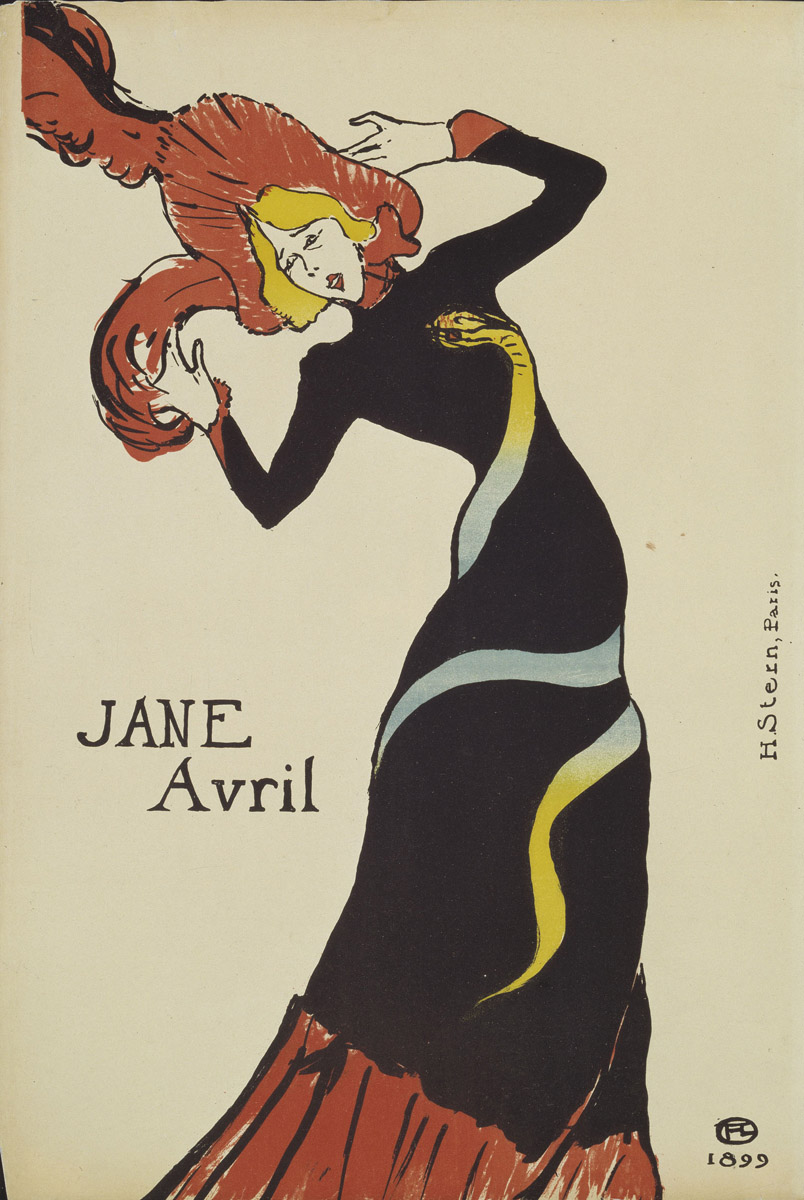
Uno de los famosos carteles de Toulouse-Lautrec.

Jane Avril era hija del marqués italiano Luigi de Font y de su demi-mondaine (amante pagada) conocida como La Belle Elise. Cuando Jeanne nació, el marqués abandonó a ambas. 
Atormentada por los maltratos propinados por su madre alcohólica, Jeanne fue internada en una institución mental para menores donde fue atendida por el Dr. Jean-Martin Charcot. 
En el hospital, comenzó a bailar en los espectáculos que organizaban las internas, despertando admiración. Dada de alta a los 16 años, hizo carrera bailando en el Barrio Latino de París. 
En 1888, conoció al escritor René Boylesve (1867–1926) y cambió su nombre por el de "Jane Avril". Consiguió un contrato en el cabaret Moulin Rouge y luego en el Jardín de París, famoso café-concert de los Campos Elíseos. Henri de Toulouse-Lautrec pintó su retrato para un afiche publicitario y alcanzó gran popularidad como bailarina de can-can, lo que le permitió viajar a Londres.
En 1895 reemplazó en el Moulin Rouge a la célebre Louise Weber "La Goulue" con un estilo completamente opuesto.
A los 42 años, se casó con el pintor alemán Maurice Biais (c.1875–1926), que dilapidó sus bienes dejándola al morir en la pobreza absoluta.
Murió en un asilo de ancianos en 1943 y está enterrada en el cementerio de Père Lachaise.
Jane Avril fue encarnada por Zsa Zsa Gabor en la película Moulin Rouge, de John Huston (1952). Un personaje inspirado en ella, si bien con otro nombre (Satine), fue encarnado por Nicole Kidman en la película musical Moulin Rouge! (2001).
Obras de Lautrec con su imagen se encuentran en París, en el Museo de Orsay.